# Campionatul Mondial de Fotbal Feminin 1991
Campionatul Mondial de Fotbal Feminin 1991 a fost prima ediție din istorie a Campionatului Mondial de Fotbal Feminin. A avut loc în Guangdong, China și a fost câștigată de Statelor Unite.

## Stadioane
| Guangdong, ChinaGuangzhouFoshanZhongshanJiangmenCampionatul Mondial de Fotbal Feminin 1991 (Guangdong) | Guangdong, ChinaGuangzhouFoshanZhongshanJiangmenCampionatul Mondial de Fotbal Feminin 1991 (Guangdong) | Yuexiu, Guangzhou            | Tianhe, Guangzhou  | Panyu, Guangzhou   |
| Guangdong, ChinaGuangzhouFoshanZhongshanJiangmenCampionatul Mondial de Fotbal Feminin 1991 (Guangdong) | Guangdong, ChinaGuangzhouFoshanZhongshanJiangmenCampionatul Mondial de Fotbal Feminin 1991 (Guangdong) | Guangdong Provincial Stadium | Tianhe Stadium     | Ying Tung Stadium  |
| Guangdong, ChinaGuangzhouFoshanZhongshanJiangmenCampionatul Mondial de Fotbal Feminin 1991 (Guangdong) | Guangdong, ChinaGuangzhouFoshanZhongshanJiangmenCampionatul Mondial de Fotbal Feminin 1991 (Guangdong) | Capacitate: 25.000           | Capacitate: 60.000 | Capacitate: 15.000 |
| Guangdong, ChinaGuangzhouFoshanZhongshanJiangmenCampionatul Mondial de Fotbal Feminin 1991 (Guangdong) | Guangdong, ChinaGuangzhouFoshanZhongshanJiangmenCampionatul Mondial de Fotbal Feminin 1991 (Guangdong) | Foshan                       | Jiangmen           | Zhongshan          |
| Guangdong, ChinaGuangzhouFoshanZhongshanJiangmenCampionatul Mondial de Fotbal Feminin 1991 (Guangdong) | Guangdong, ChinaGuangzhouFoshanZhongshanJiangmenCampionatul Mondial de Fotbal Feminin 1991 (Guangdong) | New Plaza Stadium            | Jiangmen Stadium   | Zhongshan Stadium  |
| Guangdong, ChinaGuangzhouFoshanZhongshanJiangmenCampionatul Mondial de Fotbal Feminin 1991 (Guangdong) | Guangdong, ChinaGuangzhouFoshanZhongshanJiangmenCampionatul Mondial de Fotbal Feminin 1991 (Guangdong) | Capacitate: 14.000           | Capacitate: 13.000 | Capacitate: 12.000 |

## Echipe
Echipele calificate sunt:
| - Africa (CAF) - Nigeria - Asia (AFC) - China - Japonia - Taipeiul Chinez - America de Sud (CONMEBOL) - Brazilia - Oceania (OFC) - Noua Zeelandă | - Europa (UEFA) - Danemarca - Germania - Italia - Norvegia - Suedia - America de Nord, America Centrală și Caraibele (CONCACAF) - Statele Unite |

## Arbitri
| Africa - Omer Yengo - Fethi Boucetta Asia - Dai Yuguang - Haiseng Li - Jun Lu - Xuezhi Wang - Yu Jingyin - Zuo Xiudi - Raja Shrestha Gyanu America de Nord, America Centrală și Caraibele - Rafael Rodriguez Medina - Maria Herrera Garcia | South America - Claudia Vasconcelos - Salvador Imperatore - John Jairo Toro Europa - Gertrud Regus - Nikakis Vassilios - James McCluskey - Ingrid Jonsson - Vadim Zhuk Oceania - Linda May Black |

## Faza grupelor

### Grupa A
| Echipa        | Pct | MJ | V | E | Î | GM | GP | DG  |
| ------------- | --- | -- | - | - | - | -- | -- | --- |
| China         | 5   | 3  | 2 | 1 | 0 | 10 | 3  | 7   |
| Norvegia      | 4   | 3  | 2 | 0 | 1 | 6  | 5  | 1   |
| Danemarca     | 3   | 3  | 1 | 1 | 1 | 6  | 4  | 2   |
| Noua Zeelandă | 0   | 3  | 0 | 0 | 3 | 1  | 11 | -10 |

| China                         | 4 – 0     | Norvegia |
| ----------------------------- | --------- | -------- |
| Ma 22' Liu 45' 50' Sun Q. 75' | (Cronica) |          |

| Danemarca                    | 3 – 0     | Noua Zeelandă |
| ---------------------------- | --------- | ------------- |
| Jensen 15' 40' MacKensie 42' | (Cronica) |               |

| Norvegia                                      | 4 – 0     | Noua Zeelandă |
| --------------------------------------------- | --------- | ------------- |
| Campbell 30' (o.g.) Medalen 32' 38' Riise 49' | (Cronica) |               |

| China              | 2 – 2     | Danemarca              |
| ------------------ | --------- | ---------------------- |
| Sun W. 37' Wei 76' | (Cronica) | Kolding 24' Nissen 55' |

| China                       | 4 – 1     | Noua Zeelandă |
| --------------------------- | --------- | ------------- |
| Zhou 20' Liu 22' 60' Wu 24' | (Cronica) | Nye 65'       |

| Norvegia                        | 2 – 1     | Danemarca            |
| ------------------------------- | --------- | -------------------- |
| Svensson 14' (pen.) Medalen 56' | (Cronica) | Thychosen 54' (pen.) |

### Grupa B
| Echipa        | Pct | MJ | V | E | Î | GM | GP | DG  |
| ------------- | --- | -- | - | - | - | -- | -- | --- |
| Statele Unite | 6   | 3  | 3 | 0 | 0 | 11 | 2  | 9   |
| Suedia        | 4   | 3  | 2 | 0 | 1 | 12 | 3  | 9   |
| Brazilia      | 2   | 3  | 1 | 0 | 2 | 1  | 7  | -6  |
| Japonia       | 0   | 3  | 0 | 0 | 3 | 0  | 12 | -12 |

| Japonia | 0 – 1     | Brazilia |
| ------- | --------- | -------- |
|         | (Cronica) | Elane 4' |

| Suedia                        | 2 – 3     | Statele Unite              |
| ----------------------------- | --------- | -------------------------- |
| Videkull 65' I. Johansson 71' | (Cronica) | Jennings 40', 49' Hamm 62' |

| Japonia | 0 – 8     | Suedia                                                                                       |
| ------- | --------- | -------------------------------------------------------------------------------------------- |
|         | (Cronica) | Videkull 1', 11' Andelen 15', 60' Lundgren 25' Nilsson 27' Sundhage 35' Yamaguchi 70' (o.g.) |

| Brazilia | 0 – 5     | Statele Unite                                      |
| -------- | --------- | -------------------------------------------------- |
|          | (Cronica) | Heinrichs 23', 35' Jennings 38' Akers 39' Hamm 63' |

| Japonia | 0 – 3     | Statele Unite              |
| ------- | --------- | -------------------------- |
|         | (Cronica) | Akers 20', 37' Gebauer 39' |

| Brazilia | 0 – 2     | Suedia                          |
| -------- | --------- | ------------------------------- |
|          | (Cronica) | Sundhage 42' (pen.) Hedberg 56' |

### Grupa C
| Echipa          | Pct | MJ | V | E | Î | GM | GP | DG |
| --------------- | --- | -- | - | - | - | -- | -- | -- |
| Germania        | 6   | 3  | 3 | 0 | 0 | 9  | 0  | 9  |
| Italia          | 4   | 3  | 2 | 0 | 1 | 6  | 2  | 4  |
| Taipeiul Chinez | 2   | 3  | 1 | 0 | 2 | 2  | 8  | -6 |
| Nigeria         | 0   | 3  | 0 | 0 | 3 | 0  | 7  | -7 |

| Germania                              | 4 – 0     | Nigeria |
| ------------------------------------- | --------- | ------- |
| Neid 16' Mohr 32' 34' Göttschlich 57' | (Cronica) |         |

| Taipeiul Chinez | 0 – 5     | Italia                                           |
| --------------- | --------- | ------------------------------------------------ |
|                 | (Cronica) | Ferraguzzi 15' Marsiletti 29' Morace 37' 52' 66' |

| Italia     | 1 – 0     | Nigeria |
| ---------- | --------- | ------- |
| Morace 68' | (Cronica) |         |

| Taipeiul Chinez | 0 – 3     | Germania                         |
| --------------- | --------- | -------------------------------- |
|                 | (Cronica) | Wiegmann 10' (pen.) Mohr 21' 50' |

| Taipeiul Chinez  | 2 – 0     | Nigeria |
| ---------------- | --------- | ------- |
| Lim 38' Chou 55' | (Cronica) |         |

| Italia | 0 – 2     | Germania              |
| ------ | --------- | --------------------- |
|        | (Cronica) | Mohr 67' Unsleber 79' |

## Faza eliminatorie
|  | Sferturi de finală       | Sferturi de finală   |                          |        | Semifinale  | Semifinale  |  |  | Finala                   | Finala |
|  |                          |                      |                          |        |             |             |  |  |                          |        |
|  | 24 noiembrie — Zhongshan |                      |                          |        |             |             |  |  |                          |        |
|  |                          |                      |                          |        |             |             |  |  |                          |        |
|  | Danemarca                | 1                    |                          |        |             |             |  |  |                          |        |
|  | Danemarca                | 1                    | 27 noiembrie — Guangzhou |        |             |             |  |  |                          |        |
|  | Germania                 | 2                    |                          |        |             |             |  |  |                          |        |
|  | Germania                 | 2                    | Germania                 | 2      |             |             |  |  |                          |        |
|  | 24 noiembrie — Foshan    |                      | Germania                 | 2      |             |             |  |  |                          |        |
|  |                          | Statele Unite        | 5                        |        |             |             |  |  |                          |        |
|  | Statele Unite            | Statele Unite        | 5                        | 7      |             |             |  |  |                          |        |
|  | Statele Unite            |                      | 30 noiembrie — Guangzhou | 7      |             |             |  |  |                          |        |
|  | Taipeiul Chinez          | 0                    |                          |        |             |             |  |  |                          |        |
|  | Taipeiul Chinez          | 0                    | Statele Unite            | 2      |             |             |  |  |                          |        |
|  | 24 noiembrie — Guangzhou |                      | Statele Unite            | 2      |             |             |  |  |                          |        |
|  |                          | Norvegia             | 1                        |        |             |             |  |  |                          |        |
|  | China                    | Norvegia             | 1                        | 0      |             |             |  |  |                          |        |
|  | China                    | 27 noiembrie — Panyu |                          | 0      |             |             |  |  |                          |        |
|  | Suedia                   | 1                    |                          |        |             |             |  |  |                          |        |
|  | Suedia                   | 1                    | Suedia                   | 1      | Finala mică | Finala mică |  |  |                          |        |
|  | 24 noiembrie — Jiangmen  |                      | Suedia                   | 1      | Finala mică | Finala mică |  |  |                          |        |
|  |                          | Norvegia             | 4                        |        |             |             |  |  |                          |        |
|  | Norvegia                 | Norvegia             | 4                        | 3      | Germania    | 0           |  |  |                          |        |
|  | Norvegia                 |                      |                          | 3      | Germania    | 0           |  |  |                          |        |
|  | Italia                   | 2                    |                          | Suedia | 4           |             |  |  |                          |        |
|  | Italia                   | 2                    |                          |        | 4           |             |  |  |                          |        |
|  |                          |                      |                          |        |             |             |  |  | 29 noiembrie — Guangzhou |        |
|  |                          |                      |                          |        |             |             |  |  |                          |        |

### Sferturile de finală
| Danemarca            | 1 – 2 (aet) | Germania                     |
| -------------------- | ----------- | ---------------------------- |
| MacKensie 25' (pen.) | (Cronica)   | Wiegmann 17' (pen.) Mohr 98' |

| China | 0 – 1     | Suedia      |
| ----- | --------- | ----------- |
|       | (Cronica) | Sundhage 3' |

| Norvegia                                    | 3 – 2 (aet) | Italia                  |
| ------------------------------------------- | ----------- | ----------------------- |
| Hegstad 22' Carlsen 67' Svensson 96' (pen.) | (Cronica)   | Saimaso 31' Guarino 80' |

| Statele Unite                                              | 7 – 0     | Taipeiul Chinez |
| ---------------------------------------------------------- | --------- | --------------- |
| Akers 8', 29', 33', 44' (pen.), 48' Foudy 38' Biefield 79' | (Cronica) |                 |

### Semifinale
| Suedia      | 1 – 4     | Norvegia                                         |
| ----------- | --------- | ------------------------------------------------ |
| Videkull 6' | (Cronica) | Svensson 39' (pen.) Medalen 41', 77' Carlsen 67' |

| Germania              | 2 – 5     | Statele Unite                             |
| --------------------- | --------- | ----------------------------------------- |
| Mohr 34' Wiegmann 63' | (Cronica) | Jennings 10', 22', 33' Heinrichs 54', 75' |

### Finala mică
| Suedia                                           | 4 – 0     | Germania |
| ------------------------------------------------ | --------- | -------- |
| Andelen 7' Sundhage 11' Videkull 29' Nilsson 43' | (Cronica) |          |

### Finala
| Norvegia    | 1 – 2     | Statele Unite  |
| ----------- | --------- | -------------- |
| Medalen 29' | (Cronica) | Akers 20', 78' |

## Premii
| Câștigătoarea Ghetei de Aur: | Câștigătoarea Balonului de Aur: | Trofeul FIFA Fair Play: |
| ---------------------------- | ------------------------------- | ----------------------- |
| Michelle Akers               | Carin Jennings                  | Germania                |

## Marcatoare
10 goluri
- Michelle Akers

7 goluri
- Heidi Mohr

6 goluri
- Linda Medalen
- Carin Jennings

5 goluri
- Lena Videkull

4 goluri
- Liu Ailing
- Pia Sundhage
- April Heinrichs
- Carolina Morace

3 goluri
- Bettina Wiegmann
- Tina Svensson
- Anneli Andelen

2 goluri
| - Marianne Jensen - Susan MacKensie - Agnete Carlsen | - Helen Nilsson - Mia Hamm |  |

1 gol
| - Elane Rego dos Santos - Ma Li - Sun Qingmei - Sun Wen - Wei Haiying - Wu Weiying - Zhou Yang - Lim Meei-chun - Chou Tai-ying - Gudrun Göttschlich | - Silvia Neid - Britta Unsleber - Feriana Ferraguzzi - Rita Guarino - Adele Marsiletti - Raffaella Saimaso - Susanne Hedberg - Ingrid Johansson - Malin Lundgren | - Lisbet Kolding - Hanne Nissen - Annette Thychosen - Kim Barbara Nye - Birthe Hegstad - Hege Riise - Joy Biefield - Julie Foudy - Wendy Gebauer |

Autogoluri
- Julia Campbell (pentru Norvegia)
- Sayuri Yamaguchi (pentru Suedia)